# Grepolis
 (mars 2012).
Grepolis (en abrégé : Grepo ou GP) est un jeu vidéo de stratégie massivement multijoueur créé par InnoGame. Sorti le 8 décembre 2009 en Allemagne, le jeu arrive en France le 3 février 2010. Le joueur est projeté à l'époque de la Grèce antique où il se retrouve à la tête d'une cité. De conquête en conquête, il pourra alors fonder un empire constitué de cités situées sur les différentes îles constituant le monde. Pour cela, il pourra notamment compter sur l'aide de ses alliés, l'aspect communautaire étant primordial dans ce jeu ; on compte en effet plus de deux millions de joueurs environ dans le monde.

## Système du jeu
Chaque joueur commence sur une île de départ en construisant une cité et en utilisant les villages de paysans pour développer sa cité.
Au fur et à mesure des quêtes disponibles et du tutoriel, il pourra coloniser de nouvelles villes (la fondant à partir de zéro) ou conquérir des villes d'autres joueurs. Les joueurs peuvent se regrouper dans des alliances pour s'entraider et combattre ensemble d'autres alliances. Différents outils permettent la coopération entre joueurs : partage de rapport de combat, réservations partagées, forum d'alliance intégré au jeu, etc.
L'objectif du jeu est de posséder davantage de villes pour asseoir sa domination du monde et être le plus puissant joueur.
Chaque monde est divisé en 100 mers constituées de centaines d'îles. Chaque île peut avoir jusqu’à 20 villages de joueurs et 8 villages de paysans.
Après un certain seuil d'avancement du monde (plus de 6 mois et certaines conditions de développement), chaque alliance a l'occasion de construire des merveilles qui permettent de consacrer une alliance « Vainqueur du monde » (Première alliance à terminer la construction de 4 merveilles) ou « Dominateur du monde » (Première alliance à terminer la construction des 7 merveilles). Ces merveilles peuvent être construites lorsque les 50 premières alliances du serveur ont accumulé un total de 250 millions de points. Elles sont alors construites par les alliances possédant toutes les villes (c'est-à-dire 20 maximum) d'une même île.

## Mode de conquête
Deux types de conquêtes existent. Chaque monde possède son propre type de conquête, défini dans le descriptif du monde. Les sortes de conquêtes sont :

### Siège
Le joueur attaquant doit attaquer la ville pour la vider et pouvoir attaquer avec le bateau de colonisation sur la ville vide. Une fois le bateau de colonisation installé dans la ville, le siège commence. Le joueur attaquant doit alors défendre la ville pendant le temps de la conquête, alors que le défenseur doit attaquer pour contrer le siège

### Révolte
Le joueur attaquant doit attaquer la ville pour la vider (tuer toutes les unités qui défendent la ville) et pour créer une révolte dans la ville. Une fois la ville en « révolte » (12h après l'attaque qui a mis la ville en révolte), un décompte commence et le joueur attaquant a alors 12h pour installer son bateau de colonisation (et doit donc à nouveau vider la ville d'éventuelles défenses) et prendre possession de la ville.

## Divinités
Il existe 8 divinités sur le jeu. Il n'en existait que 5 sur tous les mondes sortis avant le 27 juillet 2014 (sauf les mondes héros), mais la sixième a été incorporée sur ceux qui étaient encore ouverts le 2 avril 2017. La huitième a été ajoutée le 10 mars 2021 et est présente dans tous les mondes depuis Pylos.
Grâce aux dieux, on peut lancer des sortilèges et recruter des unités mythologiques.
Voici la liste des huit dieux présents sur Grepolis :
- Zeus : permet de recruter des Minotaures et des Manticores ; les différents sorts que l'on peut lancer avec ce dieu sont : Signe Divin (la cité choisie reçoit un char (unité)), Éclair (endommage de manière aléatoire un bâtiment de la ville désignée), Vent Favorable (les navires qui attaquent sont 10 % plus forts), et La colère de Zeus (détruit entre 10 et 30 % des unités terrestres qui attaquent).

- Poséidon : permet de recruter des Cyclopes et des Hydres ; les différents sorts que l'on peut lancer avec ce dieu sont : Cadeau de la mer (la ville reçoit 800 de bois), L'appel de la mer (le port travaille 100 % plus vite pendant six heures), Tremblement de terre (les remparts sont diminués de un à trois niveaux(manière aléatoire)), et Tempête maritime (10 à 30 % des unités maritimes qui attaquent sont détruites).

- Héra : permet de recruter des Harpies et des Méduses ; les différents sorts que l'on peut lancer avec cette déesse sont : Mariage (la ville reçoit 200 bois, 200 pierre et 200 pièce d'argent), Satisfaction (la production de bois, de pierre et de pièce d'argent augmente de 50 % pendant 6h), Augmentation des Naissances (tous les recrutements lancés dans les 6 prochaines heures seront accélérés de 100 %), et Nostalgie (les unités qui attaquent sont 10 % plus faibles);

- Athéna : permet de recruter des Centaures et des Pégases ; les différents sorts que l'on peut lancer avec cette déesse sont : Déesse protectrice (la ville reçoit cinq unités terrestres au hasard), Sagesse (vous recevez un rapport d'espionnage sur une troupe ennemie), Protection de la ville (la ville ne peut pas être influencée par des forces pendant 6h), et Force héroïque (les unités terrestres sont 10 % plus fortes à la prochaine bataille)

- Hadès : permet de recruter des Cerbères et des Érinyes ; les différents sorts que l'on peut lancer avec ce dieu sont : Trésors des Enfers (la ville reçoit 500 pièces d'argent), Peste (réduit la production de ressources de base de la ville sélectionnée de 50 % pendant 6h), Retour des Enfers (10 % des unités perdues au combat sont ressuscitées dans leur ville d'origine), et Casque d'invisibilité (les troupes sont invisibles pendant 10 % de leur voyage).

- Artémis (Mondes Héros + Hyperboréa + nouveaux mondes à partir du 28 juillet 2014): permet de recruter des Griffons et des Sangliers de Calydon ; les différents sorts que l'on peut lancer avec cette déesse sont : Purification (retire tous les sortilèges négatifs d'une ville ou d'une attaque), Cadeau de la Nature (la ville reçoit 650 pierres), Concentration de la Chasseresse (les unités à distance sont 15 % plus fortes) et Illusion (simulation d'une fausse attaque sur une cité adverse).

- Aphrodite : permet de recruter des sirènes et des satyres ; les différents sorts que l'on peut lancer avec cette déesse sont : "Narcissisme" (affaiblit les défenseurs d'une cité), "Festival caritatif" (réduit le coût des marches triomphales), Hymne à Aphrodite (boost au commerce et à la production) et "Pygmalion" (agit passivement sur toute ville vénérant Aphrodite en augmentant sa population).

- Arès (Nouveaux mondes à partir de Pylos) : permet de recruter des "spartes" (guerriers squelettes) et des Ladon ; les différents sorts que l'on peut lancer avec ce dieu sont : "Le sacrifice d'Arès" (génère de la "furie"), "L'armée d'Arès" (ajoute des spartes à une armée attaquante), "Soif de sang" (augmente la force d'une armée offensive) et "Entrainement spartiate" (accélère le recrutement des troupes).

## Unités
Il y a plusieurs catégories d'unités :
– les unités terrestres défensives : Combattant à l'épée, Archer, Hoplite, Char ;
– les unités terrestres offensives : Frondeur, Cavalier, Char, Catapulte, Hoplite ;
– les unités maritimes offensives : Bateau-Feu, Trière ;
– les unités maritimes défensives : Birèmes, Brulôts, Trières ;
– les unités maritimes de transport : Bateau de transport, Bateau de transport rapide ;
– les unités maritimes de conquête : Navire de colonisation
– les unités divines : Minotaure (Zeus), Manticore (Zeus), Cyclope (Poséidon), Hydre (Poséidon), Harpie (Héra), Méduse (Héra), Centaure (Athéna), Pégase (Athéna), Cerbère (Hadès), Érinye (Hadès), Griffons (Artémis), Sanglier de Calydon (Artémis), Sirènes (Aphrodite), Satyre (Aphrodite), Spartes (Arès), Ladon (Arès) et Envoyé Divin (tous les Dieux).

## Version majeures et nouveautés
En avril 2011, le jeu propose une version 2.0 : Apparition des merveilles, création des mondes Héros et ajout du dieu Hadès.
En décembre 2011, tous les anciens serveurs sont transférés en version 2.16, et voient ainsi l’apparition de toutes les modifications des versions jusqu’à la 2.16
En septembre 2013, une application mobile est publiée, permettant de jouer depuis un système Android ou iOs.
En mars 2014, les nouveaux mondes voient une nouvelle fonctionnalité apparaître : les héros, qui fournissent des bonus aux villes auxquels ils sont affectés (des nouveaux héros apparaissent alors régulièrement)
En juillet 2014, la version 2.66 applique les fonctionnalités des mondes Héros à tous les nouveaux mondes (la divinité Artémis est ajoutée, et l'académie, la ferme et l'entrepôt sont améliorés).
En novembre 2014, la version 2.75 propose un rééquilibrage des unités terrestres et maritimes ainsi qu'une refonte des recherches dans l'académie.
En février 2015, deux nouvelles fonctionnalités apparaissent : le commerce possible de l'or (ressource payante) et l'achat instantané (possibilité d'acheter un bâtiment ou des unités contre de l'or – l'ancienne méthode permettait de réduire le temps de construction)

## Différences avecGuerre tribaleet autres détails
Grepolis se situe dans la lignée directe de Guerre tribale. Le jeu offre des graphismes améliorés et de nouveaux systèmes. Les tribus de Guerre tribale deviennent des alliances, mais elles remplissent la même fonction. Les graphismes sont plus élaborés, et les animations plus nombreuses dans les menus. Il y a en outre des dieux et un port, qui, à mesure que le joueur progresse, est très utile pour conquérir d’autres cités (villes ou villages) ou aider des cités sur d’autres îles. On trouve également des villages de paysans (également appelés fermes) dans lesquels le joueur peut par exemple cultiver (ou dérober) des ressources. Les différents bâtiments sont le Sénat (bâtiment principal), la scierie, la carrière, la mine d’argent, la ferme, l’entrepôt, l’académie, la caserne, l’agora, le temple, le port, la grotte et le marché. Le premier groupe de bâtiments spéciaux comprend le théâtre, les thermes, la bibliothèque et le phare et le second la tour, la statue divine, l’oracle et le comptoir commercial. Vous ne pouvez construire qu’un bâtiment de chaque groupe (c'est-à-dire deux en tout). Mais la grande nouveauté, ce sont les unités mythologiques (2 par dieu) et les navires (dont les navires de guerre, les navires de transport et les navires de colonisation).
Le navire de colonisation permet de conquérir une ville ou de coloniser (« nobler » dans Guerre Tribale) une terre inoccupée.

## Langues
Développé en allemand, le jeu a été mis à disposition dans de nombreuses langues et développé sur de nombreux noms de domaines (par pays) :
| Langue                | Lien |
| --------------------- | ---- |
| Anglais international |      |
| Anglais américain     |      |
| Allemand              |      |
| Danois                |      |
| Espagnol d'Espagne    |      |
| Espagnol argentin     |      |
| Finnois               |      |
| Français              |      |
| Grec                  |      |
| Hongrois              |      |
| Italien               |      |
| Néerlandais           |      |
| Norvégien             |      |
| Polonais              |      |
| Portugais du Portugal |      |
| Portugais brésilien   |      |
| Roumain               |      |
| Russe                 |      |
| Slovaque              |      |
| Suédois               |      |
| Tchèque               |      |
| Turc                  |      |

Le jeu a aussi existé en espagnol chilien, en thaï, en coréen et en japonais mais ces versions ont été abandonnées. Il existe également des mondes internationaux (bêta), qui proposent les nouvelles fonctionnalités du jeu en avant-première (de quelques jours à quelques semaines avant la sortie définitive) )

## Financement
Grepolis fait peu appel à la publicité pour se financer, selon le principe général d'Innogames. Le site se rémunère principalement grâce aux fonctionnalités Premium qui peuvent être acquises dans le jeu contre de l’argent. Ainsi, l’or acheté peut permettre d’acquérir un administrateur qui offre toutes sortes de nouveaux aperçus (par ex. aperçu des bâtiments, ou aperçu des unités). Outre l’administrateur, le joueur peut également investir dans une prêtresse, un commandant, capitaine ou un marchand qui offrent différents avantages : ils peuvent par exemple réduire les temps de trajet pour les troupes et les marchands, augmenter la faveur auprès des dieux, ou améliorer la force de combat des unités navales et terrestres.
Au cours de la phase BETA, le système Premium a fait l’objet de critiques. La communauté a en effet estimé que les éléments Premium du jeu avantageaient trop les joueurs qui en bénéficiaient par rapport à ceux qui n’en bénéficiaient pas. Il est ainsi possible de réduire de moitié la durée de construction d’un bâtiment, ou le délai d’arrivée du marchand phénicien, moyennant 50 pièces d’or.

## Nominations et récompenses
Grepolis a été nommé et récompensé pour plusieurs prix dans différentes catégories.

2010 : Site de l'année (nommé)

2011 : European Games Award (nommé)

2012 : MMO of the Year (récompensé)

### Sources à lier
- jeuxvideo.com : Test : Grepolis
- BrowserGames.fr : Test Grepolis : De la vraie stratégie à l'ancienne ?
- BrowserGames.fr : Test Grepolis: L’antiquité en toute simplicité